# Tennis al XVI Festival olimpico estivo della gioventù europea
Le competizioni di tennis al XVI Festival olimpico estivo della gioventù europea si sono svolte dal 25 al 30 luglio 2022 a Banská Bystrica, in Slovacchia

## Podi

### Ragazzi
| Evento                          | Oro         | Argento                   | Bronzo           |
| Individuale maschile (dettagli) | Jan Kumstat | Sergio Planella Hernandez | Tom Sickenberger |

### Ragazze
| Evento                           | Oro               | Argento         | Bronzo      |
| Individuale femminile (dettagli) | Renata Jamrichova | Philippa Farber | Eva Ionescu |

### Misto
| Evento                  | Oro                                          | Argento                           | Bronzo                              |
| Doppio misto (dettagli) | Slovacchia Renata Jamrichova Daniel Balascak | Romania Eva Ionescu Gabriel Ghetu | Polonia Antonina Czaijka Alan Ważny |

## Medagliere
| Pos.   | Paese      | Oro | Argento | Bronzo | Totale |
| ------ | ---------- | --- | ------- | ------ | ------ |
| 1      | Slovacchia | 2   | 0       | 0      | 2      |
| 2      | Rep. Ceca  | 1   | 0       | 0      | 1      |
| 3      | Romania    | 0   | 1       | 1      | 2      |
| 3      | Germania   | 0   | 1       | 1      | 2      |
| 5      | Spagna     | 0   | 1       | 0      | 1      |
| 6      | Polonia    | 0   | 0       | 1      | 1      |
| Totale | Totale     | 3   | 3       | 3      | 9      |